# Olympische Sommerspiele 2024/Teilnehmer (Kenia)
| Gelbes Symbol für Goldmedaillen mit stilisierten Olympischen Ringen | Graues Symbol für Silbermedaillen mit stilisierten Olympischen Ringen | Braundes Symbol für Bronzemedaillen mit stilisierten Olympischen Ringen |
| ------------------------------------------------------------------- | --------------------------------------------------------------------- | ----------------------------------------------------------------------- |
| 4                                                                   | 2                                                                     | 5                                                                       |

Kenia nahm an den Olympischen Spielen 2024 vom 26. Juli bis zum 11. August 2024 in Paris mit 74 Athleten (40 Männer, 34 Frauen) teil. Es war die insgesamt 16. Teilnahme an Olympischen Sommerspielen.

## Medaillen

### Medaillenspiegel
| Rang   | Sportart       | Gold | Silber | Bronze | Gesamt |
| ------ | -------------- | ---- | ------ | ------ | ------ |
| 1      | Leichtathletik | 4    | 2      | 5      | 11     |
| Gesamt | Gesamt         | 4    | 2      | 5      | 11     |

### Medaillengewinner
| Name/n            | Sportart       | Wettkampf               |
| ----------------- | -------------- | ----------------------- |
| Gold              |                |                         |
| Faith Kipyegon    | Leichtathletik | 1500 m Frauen           |
| Beatrice Chebet   | Leichtathletik | 5000 m Frauen           |
| Beatrice Chebet   | Leichtathletik | 10.000 m Frauen         |
| Emmanuel Wanyonyi | Leichtathletik | 800 m Männer            |
| Silber            |                |                         |
| Faith Kipyegon    | Leichtathletik | 5000 m Frauen           |
| Ronald Kwemoi     | Leichtathletik | 5000 m Männer           |
| Bronze            |                |                         |
| Mary Moraa        | Leichtathletik | 800 m Frauen            |
| Faith Cherotich   | Leichtathletik | 3000 m Hindernis Frauen |
| Hellen Obiri      | Leichtathletik | Marathon Frauen         |
| Benson Kipruto    | Leichtathletik | Marathon Männer         |
| Abraham Kibiwot   | Leichtathletik | 3000 m Hindernis Männer |

## Teilnehmer nach Sportarten

### Fechten
Als Afrikas beste Degenfechterin der olympischen Rangliste, dessen Mannschaft sich nicht für die Spiele qualifizierte, erhielt Alexandra Ndolo einen persönlichen Startplatz für die Olympischen Spiele.
| Athleten        | Wettbewerb   | 1. Runde | 1. Runde | 2. Runde    | 2. Runde | Achtelfinale  | Achtelfinale  | Viertelfinale | Viertelfinale | Halbfinale / Klassifikation | Halbfinale / Klassifikation | Finale / Platzierung | Finale / Platzierung | Rang |
| Athleten        | Wettbewerb   | Gegner   | Ergebnis | Gegner      | Ergebnis | Gegner        | Ergebnis      | Gegner        | Ergebnis      | Gegner                      | Ergebnis                    | Gegner               | Ergebnis             | Rang |
| --------------- | ------------ | -------- | -------- | ----------- | -------- | ------------- | ------------- | ------------- | ------------- | --------------------------- | --------------------------- | -------------------- | -------------------- | ---- |
| Frauen          |              |          |          |             |          |               |               |               |               |                             |                             |                      |                      |      |
| Alexandra Ndolo | Degen Einzel | Freilos  | Freilos  | O. Krywyzka | 12:13    | ausgeschieden | ausgeschieden | ausgeschieden | ausgeschieden | ausgeschieden               | ausgeschieden               | ausgeschieden        | ausgeschieden        | 20   |

### Judo
Über die IJF-Weltrangliste konnte sich eine kenianische Judoka im Halbschwergewicht der Frauen qualifizieren.
| Frauen          |                  |            |      |               |               |               |               |               |               |               |               |    |
| Zeddy Cherotich | Klasse bis 78 kg | P. Sampaio | 0:10 | ausgeschieden | ausgeschieden | ausgeschieden | ausgeschieden | ausgeschieden | ausgeschieden | ausgeschieden | ausgeschieden | 17 |

### Leichtathletik
Kenianische Leichtathleten hatten die Olympianormen des Weltverbandes in diversen Disziplinen erreicht. Auf den Distanzen ab 800 Meter bis zum Marathon wurden sowohl bei den Frauen als auch bei den Männern die Normzeiten von mehr als drei Athleten erreicht, wodurch der Verband aus diesen drei Läufer für die Olympischen Spiele nominieren durfte.
Laufen und Gehen
| Athleten                                                             | Wettbewerb       | Vorlauf      | Vorlauf | Hoffnungslauf | Hoffnungslauf | Halbfinale    | Halbfinale    | Finale        | Finale        | Rang          |
| Athleten                                                             | Wettbewerb       | Zeit         | Rang    | Zeit          | Rang          | Zeit          | Rang          | Zeit          | Rang          | Rang          |
| -------------------------------------------------------------------- | ---------------- | ------------ | ------- | ------------- | ------------- | ------------- | ------------- | ------------- | ------------- | ------------- |
| Frauen                                                               |                  |              |         |               |               |               |               |               |               |               |
| Vivian Chebet Kiprotich                                              | 800 m            | 1:59,90 min  | 5       | 1:59,31 min   | 2             | 1:59,64 min   | 8             | ausgeschieden | ausgeschieden | ausgeschieden |
| Mary Moraa                                                           | 800 m            | 1:57,95 min  | 2       | ―             | ―             | 1:57,86 min   | 1             | 1:57,42 min   | 3             | Bronze        |
| Lilian Odira                                                         | 800 m            | 1:58,83 min  | 3       | ―             | ―             | 1:58,53 min   | 4             | ausgeschieden | ausgeschieden | ausgeschieden |
| Nelly Chepchirchir                                                   | 1500 m           | 4:02,67 min  | 1       | ―             | ―             | 4:03,24 min   | 11            | ausgeschieden | ausgeschieden | ausgeschieden |
| Susan Lokayo Ejore                                                   | 1500 m           | 3:59,01 min  | 3       | ―             | ―             | 3:56,57 min   | 5             | 3.56,07 min   | 6             | 6             |
| Faith Kipyegon                                                       | 1500 m           | 4:00,74 min  | 4       | ―             | ―             | 3:58,64 min   | 1             | 3:51,29 min   | 1             | Gold          |
| Faith Kipyegon                                                       | 5000 m           | 14:57,56 min | 1       | —             | —             | —             | —             | 14:29,60 min  | 2             | Silber        |
| Beatrice Chebet                                                      | 5000 m           | 15:00,73 min | 1       | —             | —             | —             | —             | 14:28,56 min  | 1             | Gold          |
| Beatrice Chebet                                                      | 10.000 m         | —            | —       | —             | —             | —             | —             | 30:43,25 min  | 1             | Gold          |
| Margaret Kipkemboi                                                   | 5000 m           | 14:57,70 min | 4       | —             | —             | —             | —             | 14:32,23 min  | 5             | 5             |
| Margaret Kipkemboi                                                   | 10.000 m         | —            | —       | —             | —             | —             | —             | 30:44,58 min  | 4             | 4             |
| Lilian Kasait Rengeruk                                               | 10.000 m         | —            | —       | —             | —             | —             | —             | 30:45,04 min  | 5             | 5             |
| Beatrice Chepkoech                                                   | 3000 m Hindernis | 9:13,56 min  | 1       | —             | —             | —             | —             | 9:04,24 min   | 6             | 6             |
| Jackline Chepkoech                                                   | 3000 m Hindernis | 9:35,56 min  | 12      | —             | —             | —             | —             | ausgeschieden | ausgeschieden | ausgeschieden |
| Faith Cherotich                                                      | 3000 m Hindernis | 9:10,57 min  | 2       | —             | —             | —             | —             | 8:55,15 min   | 3             | Bronze        |
| Peres Jepchirchir                                                    | Marathon         | —            | —       | —             | —             | —             | —             | 2:26:51 h     | 15            | 15            |
| Sharon Lokedi                                                        | Marathon         | —            | —       | —             | —             | —             | —             | 2:23:14 h     | 4             | 4             |
| Hellen Obiri                                                         | Marathon         | —            | —       | —             | —             | —             | —             | 2:23:10 h     | 3             | Bronze        |
| Männer                                                               |                  |              |         |               |               |               |               |               |               |               |
| Ferdinand Omanyala                                                   | 100 m            | 10,08 s      | 1       | —             | —             | 10,08 s       | 8             | ausgeschieden | ausgeschieden | ausgeschieden |
| Zablon Ekhal Ekwam                                                   | 400 m            | DNF          | DNF     | ausgeschieden | ausgeschieden | ausgeschieden | ausgeschieden | ausgeschieden | ausgeschieden | ausgeschieden |
| Koitatoi Kidali                                                      | 800 m            | 1:45,84      | 5       | 1:46,37       | 6             | ausgeschieden | ausgeschieden | ausgeschieden | ausgeschieden | ausgeschieden |
| Wyclife Kinyamal                                                     | 800 m            | 1:45,86      | 3       | ―             | ―             | 1:45,29       | 3             | ausgeschieden | ausgeschieden | ausgeschieden |
| Emmanuel Wanyonyi                                                    | 800 m            | 1:44,64 min  | 1       | ―             | ―             | 1:43,32 min   | 1             | 1:41,19 min   | 1             | Gold          |
| Reynold Kipkorir Cheruiyot                                           | 1500 m           | 3:37,12 min  | 4       | ―             | ―             | 3:35,32 min   | 10            | ausgeschieden | ausgeschieden | ausgeschieden |
| Timothy Cheruiyot                                                    | 1500 m           | 3:35,39 min  | 5       | ―             | ―             | 3:32,30 min   | 5             | 3:31,35 min   | 11            | 11            |
| Brian Komen                                                          | 1500 m           | 3:36,31 min  | 2       | ―             | ―             | 3:32,57 min   | 4             | 3:35,59 min   | 12            | 12            |
| Jacob Krop                                                           | 5000 m           | 14:08,73 min | 4       | —             | —             | —             | —             | 13:18,68 min  | 10            | 10            |
| Edwin Kurgat                                                         | 5000 m           | 14:08,76 min | 5       | —             | —             | —             | —             | 13:17,18 min  | 7             | 7             |
| Ronald Kwemoi                                                        | 5000 m           | 13:52,51 min | 6       | —             | —             | —             | —             | 13:15,04 min  | 2             | Silber        |
| Benard Kibet                                                         | 10.000 m         | —            | —       | —             | —             | —             | —             | 26:43,98 min  | 5             | 5             |
| Nicholas Kimeli                                                      | 10.000 m         | —            | —       | —             | —             | —             | —             | 27:23,97 min  | 14            | 14            |
| Daniel Mateiko                                                       | 10.000 m         | —            | —       | —             | —             | —             | —             | 26:50,83 min  | 11            | 11            |
| Wiseman Mukhobe                                                      | 400 m Hürden     | 48,58 s      | 5       | ―             | ―             | 49,22 s       | 5             | ausgeschieden | ausgeschieden | ausgeschieden |
| Abraham Kibiwot                                                      | 3000 m Hindernis | 8:12,02 min  | 3       | —             | —             | —             | —             | 8:06,47 min   | 3             | Bronze        |
| Simon Kiprop Koech                                                   | 3000 m Hindernis | 8:24,95 min  | 3       | —             | —             | —             | —             | 8:09,87 min   | 7             | 7             |
| Amos Serem                                                           | 3000 m Hindernis | 8:18,41 min  | 6       | —             | —             | —             | —             | 8:19,74 min   | 14            | 14            |
| Eliud Kipchoge                                                       | Marathon         | —            | —       | —             | —             | —             | —             | DNF           | DNF           | —             |
| Benson Kipruto                                                       | Marathon         | —            | —       | —             | —             | —             | —             | 2:07:00 h     | 3             | Bronze        |
| Alexander Mutiso Munyao                                              | Marathon         | —            | —       | —             | —             | —             | —             | 2:10:31 h     | 21            | 21            |
| Samuel Gathimba                                                      | 20 km Gehen      | —            | —       | —             | —             | —             | —             | 1:21:26 h     | 22            | 22            |
| Mixed                                                                |                  |              |         |               |               |               |               |               |               |               |
| David Sanayek Kapirante Veronica Mutua Boniface Mweresa Mercy Chebet | 4 × 400 m        | 3:13,13 min  | 7       | —             | —             | —             | —             | ausgeschieden | ausgeschieden | ausgeschieden |

Als Ersatzathleten für die 4 × 400 m Mixed-Staffel wurden Maureen Thomas und Kelvin Sane Tauta gemeldet.
Springen und Werfen
| Athleten    | Wettbewerb | Qualifikation | Qualifikation | Finale     | Finale | Rang |
| Athleten    | Wettbewerb | Weite/Höhe    | Rang          | Weite/Höhe | Rang   | Rang |
| ----------- | ---------- | ------------- | ------------- | ---------- | ------ | ---- |
| Männer      |            |               |               |            |        |      |
| Julius Yego | Speerwurf  | 85,97 m       | 5             | 87,72 m    | 5      | 5    |

### 7er-Rugby
Durch ihren Sieg bei der 7er-Rugby-Afrikameisterschaft 2023 in Harare qualifizierten sich Kenias Männer für das olympische Turnier.
| Wettbewerb         | Männer |
| ------------------ | --- |
| Athleten           | Nygal Pettersen Amaitsa George Ooro Angeyo Samuel Asati Herman Humwa Lamec Ambetsa Kokoyo Antony Mboya Chrisant Ojwang John Okeyo Patrick Odongo Vincent Onyala Kevin Wekesa Brian Tanga Denis Abukuse |
| Trainer            | Kevin Mwema |
| Gruppenphase       | Argentinien (12:31) Australien (7:21) Samoa (0:26) |
| Viertelfinale      | ausgeschieden |
| Halbfinale         | ausgeschieden |
| Finale             | ausgeschieden |
| Platzierungsspiele | Uruguay (19:14) Samoa (10:5) |
| Rang               | 9 |

### Schwimmen
| Athleten         | Wettbewerb     | Vorlauf     | Vorlauf | Halbfinale    | Halbfinale    | Finale        | Finale        | Rang |
| Athleten         | Wettbewerb     | Zeit        | Rang    | Zeit          | Rang          | Zeit          | Rang          | Rang |
| ---------------- | -------------- | ----------- | ------- | ------------- | ------------- | ------------- | ------------- | ---- |
| Frauen           |                |             |         |               |               |               |               |      |
| Maria Brunlehner | 50 m Freistil  | 25,82 s     | 27      | ausgeschieden | ausgeschieden | ausgeschieden | ausgeschieden | 27   |
| Männer           |                |             |         |               |               |               |               |      |
| Ridhwan Mohamed  | 400 m Freistil | 4:05,14 min | 36      | —             | —             | ausgeschieden | ausgeschieden | 36   |

### Volleyball
Die kenianischen Frauen qualifizierten sich über die Weltrangliste für die Olympischen Spiele.
| Wettbewerb      | Frauen |
| --------------- | --- |
| Athleten        | Loice Masitsa Simiyu Esther Kemene Mutinda Veronica Adhiambo Oluoch Pamella Adhiambo Owino Leonida Kasaya Belinda Nanjala Barasa Emmaculate Nekesa Misoki Trizah Atuka Juliana Namutira Lorine Chebet Kaei Agripina Khayesi Kundu Edith Mukuvilani |
| P-Akkreditierte | Sharon Chepchumba Kiprono |
| Trainer         | Japheth Munala |
| Gruppenphase    | Brasilien 0:3 (14:25, 13:25, 12:25) Polen 0:3 (14:25, 17:25, 15:25) Japan 0:3 (17:25, 22:25, 12:25) |
| Viertelfinale   | ausgeschieden |
| Halbfinale      | ausgeschieden |
| Finale          | ausgeschieden |
| Rang            | 12 |